# کیلیکیه (ساتراپی هخامنشی)

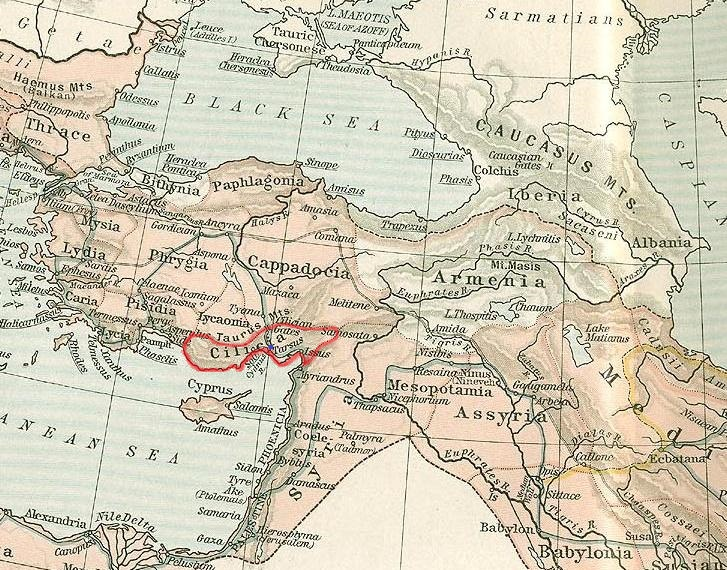
نقشه ساتراپی کیلیکیه

ساتراپی کیلیکیه (انگلیسی: Cilicia) یکی از ساتراپی‌های شاهنشاهی هخامنشی بود که پایتخت آن شهر طرسوس قرار داشت. کیلیکیه سرزمینی با دشت‌های بسیار حاصلخیز  بود.

## کوروش جوان
کوروش کوچک، پسر داریوش دوم و پروشات و برادر کوچکتر پسر ارشد خانواده یعنی اردشیر دوم بود. در زمان حیات پدر، کوروش کوچک به موازات تیسافرن، فرمانداری سواحل مناطق ساتراپی کیلیکیه در آسیای صغیر را به دست خود گرفت.
او در مکاتباتش ادعا می‌کرد «دل او از دل برادرش بزرگتر است و خود او در فلسفه و سحر از برادر داناتر. شراب بیشتر از برادرش می‌نوشد و بهتر تحمل اثرات او را می‌کند. اردشیر برعکس به قدری لطیف و نرم است که نه می‌تواند موقع شکار بر اسب نشیند و نه در جنگ برگردونه‌ای قرار گیرد».
وی بلافاصله بعد از مرگ پدرش به امید دست یافتن به تمام مقام پادشاهی کل ایران هخامنشی و با پشتیبانی مادر صاحب قدرت و نفوذ خود ملکه پروشات، که آن زمان زمام امور سیاسی را کامل به صورت رسمی در دست داشت و قدرت در اصل در دست او بود دست به شورش علیه برادر بزرگتر یعنی اردشیر دوم زد.
کوروش کوچک از طریق طرفداران خود که زیاد بودند، از پیشترها سپاهی بزرگ در ایالات مختلف ایران تهیه کرده بود، اگر سؤالی از او می‌شد، جواب می‌داد این تجهیزات بواسطه ضدیت با تیسافرن (شهربان لیدیه و کاریا واقع در ترکیه کنونی) است، به دلیل اینکه از نیرنگ‌های او اندیشناک است و در همه جا انتشار می‌داد چون از طرف تیسافرن نگران است این قشون را تهیه می‌کند. اردشیر نیز بعنوان برادری بزرگتر با دید چشم‌پوشی و بی‌قیدی به اعمال او می‌نگریست. همچنین بعضی اشخاص به دلیل سستی شاه می‌گفتند که اوضاع مملکت پادشاهی را نیاز دارد که مانند کوروش کوچک رزمی باشد و چنین دولت پهناوری را باید شاهی با شجاعت و جاه‌طلب اداره کند. وی نیروهای نظامی تحت فرمان خود را گرد آورد و شروع به حرکت به سوی پایتخت کرد. اردشیر هم به ناچار با سپاه خودش به مقابله با او شتافت. از طرف دیگر استاتیرا همسر اردشیر، برای بدست آوردن دل مردم در کوچه‌ها حرکت کرده و زنان رهگذر را می‌طلبید و دربارهٔ آن‌ها ملاطفت می‌داشت.
در محلی به نام کوناکسا در میانرودان در سال ۴۰۱ پ.م بین دو سپاه جنگی سخت درگرفت که آن را جنگ کوناکسا نامیدند. در نهایت در این نبرد، کوروش کوچک به ناگاه کشته شد، با کشته‌شدن وی، سپاهش نیز کاملاً بی‌سر و سالار ماند و چون رهبر خود را از دست داد، دیگر انگیزه‌ای برای ادامه جنگ نداشتند؛ و خیانت حاکم ساتراپی کیلیکیه به برادر بزرگترش ناکام ماند. پلوتارک در مورد کودکی کوروش نوشته‌است، «کوروش، از همان جوانی سرسخت بود؛ از طرف دیگر» اردشیر «در همه چیز ملایم تر بود و طبیعت بیشتری در عمل داشت و نرم‌تر بود.»